# Pierre Franckh

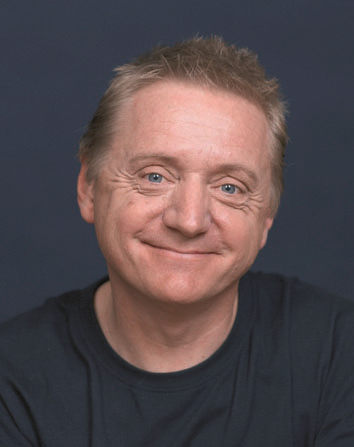
Pierre Franckh, 2014

Pierre Franckh (* 1. Mai 1953 in Heilbronn) ist ein deutscher Schauspieler, Synchronsprecher, Regisseur, Unternehmer und Autor.

## Biografie
Bereits als Sechsjähriger stand Franckh auf der Bühne. Mit zehn Jahren gab er sein Filmdebüt in dem Kinofilm Das Haus in Montevideo (1963) von Helmut Käutner. In Pepe, der Paukerschreck (1969) spielte er einen von seinem Onkel und Direktor (Theo Lingen) ans Mommsen-Gymnasium eingeschleusten Schüler-Spion, der sich aber schließlich anpasst. Seitdem wirkte er in vielen Kinofilmen mit, stand häufig auf Theaterbühnen wie dem  Residenztheater München, dem Renaissance-Theater Berlin und trat in Stuttgart und Frankfurt am Main auf.
Im Fernsehen war er in über 350 Fernsehproduktionen zu sehen. In Serien wie Derrick oder Der Alte übernahm er Charakterrollen und komödiantische Rollen in zahlreichen Fernsehspielen (Der Tannenzweig, Weißblaue Geschichten, beide im ZDF). Von 1976 bis 1978 moderierte er Hit-Kwiss, die erste Popmusik-Quiz-Sendung für Jugendliche, mit Hits und Stars aus internationalen Hitparaden, die über drei Jahre erfolgreich im Ersten lief, ein Novum in der deutschen Fernsehgeschichte. 1986 wirkte er in einer seinerzeit umstrittenen Folge Gewalt im Spiel der Erfolgsserie Die Schwarzwaldklinik mit, in der das Thema Vergewaltigung thematisiert wurde.
In einigen Episoden der Fernsehreihe Tatort spielte er den Assistenten des Kommissars (z. B. Acht, neun – aus oder Verdeckte Ermittlung) und bei RTL auch den Kommissar selbst (Immer wenn sie Krimis liest). In der RTL-Serie Der Mann ohne Schatten war er neben Hans Peter Hallwachs als Ermittler zu sehen. Als Synchronsprecher lieh Franckh u. a. Martin Short in ¡Drei Amigos!, Steve Zahn in National Security und Chow Yun-Fat in Bulletproof Monk – Der kugelsichere Mönch seine Stimme.
1995 spielte er im preisgekrönten Film Der Totmacher von Romuald Karmakar an der Seite von Götz George und Jürgen Hentsch. Seit 1996 widmet sich Pierre Franckh verstärkt der Autorentätigkeit. Im April 1998 gründete er zusammen mit seiner Ehefrau Michaela Merten die Talking Stick Film Productions. Im Jahr 2000 gab er mit dem Kinofilm Und das ist erst der Anfang sein Debüt als Autor und Regisseur. Im Jahr 2002 lief Costa-Gavras’ Film Der Stellvertreter, in dem Franckh die Rolle des Pastor Wehr spielte, auf den Internationalen Filmfestspielen Berlin im Wettbewerb.

## Familie
Pierre Franckh ist seit 1992 mit Michaela Merten verheiratet und lebt in München. 1993 kam eine gemeinsame Tochter auf die Welt. Sie sind seit 2015 gemeinsam selbstständig im Bereich Persönlichkeitsentwicklung tätig.

## Filmografie (Auswahl)
- 1962: Peter Pan
- 1963: Südfrüchte
- 1963: Das Haus in Montevideo
- 1964: Lausbubengeschichten
- 1966: Spielplatz
- 1968: Sie schreiben mit – Die Chauffeursmütze
- 1969: Die Lümmel von der ersten Bank – Pepe, der Paukerschreck
- 1969: Die Lümmel von der ersten Bank – Hurra, die Schule brennt!
- 1970: Frisch, fromm, fröhlich, frei
- 1970: Der Kommissar – ...wie die Wölfe
- 1972: Cabaret
- 1972: Der Kommissar – Tod eines Schulmädchens
- 1972: Der Kommissar – Blinde Spiele
- 1973: Der Kommissar – Tod eines Buchhändlers
- 1974: Unter Ausschluß der Öffentlichkeit (Fernsehreihe)
- 1974: Unser Walter (7 Episoden)
- 1975: Verbrechen nach Schulschluß
- 1975: Derrick – Hoffmanns Höllenfahrt
- 1976: Derrick – Pecko
- 1976: Bier und Spiele (Fernsehserie, 14 Folgen)
- 1976–1978: HIT KWISS – (Moderation, SDR 45-minütiges Musikquiz)
- 1977: Tatort – Spätlese
- 1977: Polizeiinspektion 1 – Die Reportage
- 1978: Polizeiinspektion 1 – Glücksspiele
- 1978: Ausgerissen! Was nun?
- 1979: Tödliche Botschaft (The Lady Vanishes)
- 1979: Der Alte – Der Abgrund
- 1979: Die Geschichte der Anna Wildermuth
- 1980: Derrick – Unstillbarer Hunger
- 1980: Grenzfälle
- 1980: Sonntagskinder
- 1981: Merlin (Fernsehserie)
- 1981: Derrick – Das sechste Streichholz
- 1981: Manni, der Libero
- 1982: Tatort – So ein Tag …
- 1982: Ein bisschen Halleluja
- 1982: Tatort – Tod auf dem Rastplatz
- 1983: Tatort – Der Schläfer
- 1983: Der Alte – Kahlschlag
- 1983: Polizeiinspektion 1 – Die Fortuna-Verkehrs-GmbH
- 1983: Ravioli
- 1984: Derrick – Tödlicher Ausweg
- 1984: Vor dem Sturm
- 1984: Tatort – Verdeckte Ermittlung
- 1985: Diese Drombuschs
- 1985: Unsere schönsten Jahre (4 Episoden)
- 1985: Tatort – Acht, neun - aus!
- 1986: Mütter und Töchter
- 1986: Die Schwarzwaldklinik – Gewalt im Spiel
- 1987: Großstadtrevier – Fotos aus Ibiza
- 1988: Der Alte – Freispruch
- 1988: Ein Heim für Tiere (Fernsehserie, eine Folge)
- 1989: Bodo – Eine ganz normale Familie
- 1989: Rivalen der Rennbahn (Fernsehserie, 7 Folgen)
- 1989: Tatort – Keine Tricks, Herr Bülow
- 1991: Tatort – Rikki
- 1992: Der Tanz auf dem Seil
- 1993: Sylter Geschichten
- 1993: Glückliche Reise – Puerto Rico
- 1993: Die Männer vom K3 – Tanz auf dem Seil
- 1994: Die Botschafterin
- 1994: Tatort – Der Rastplatzmörder
- 1994: Immer wenn sie Krimi liest TV – RTL
- 1994: Ihre Exzellenz, die Botschafterin (Fernsehserie, 1 Folge)
- 1995: Tatort – Eine mörderische Rolle
- 1995: Der Totmacher
- 1995: Der Alte – Folge 204: Am hellichten Tage
- 1995–1999: Aus heiterem Himmel
- 1996: Derrick – Bleichröder ist tot
- 1996: Der Alte – Folge 222: Der Tod schreibt das Ende
- 1997: Derrick – Pornoccio (die Hauptrolle spielt seine Frau Michaela Merten)
- 1997: Rosenzweigs Freiheit
- 1998: Frankfurter Kreuz
- 1998: Derrick – Anna Lakowski
- 1998: Derrick: Das Abschiedsgeschenk (weibl. Hauptr. Michaela Merten)
- 1998: Medicopter 117 – Jedes Leben zählt
- 1999: The Heart and the Sword
- 2000: Und das ist erst der Anfang (Buch und Regie)
- 2001: Zwei Brüder – Abschied – TV – ZDF
- 2001: Im Namen des Gesetzes
- 2002: Der Stellvertreter
- 2003: SOKO 5113 – Match over
- 2003: Edel & Starck – Knastbruder Felix
- 2004: Unser Charly – Gewagter Einsatz (TV-Serie)

## Synchronrollen (Auswahl)
Michael Bowen
- 1983: als Bill Reed in Falcon Crest
- 1987: als Jack Harm in Ein Engel auf Erden

### Filme
- 1974: Ekkehardt Belle als Pauli in Es war nicht die Nachtigall
- 1980: Christopher Atkins als Richard in Die blaue Lagune
- 1990: Michael Biehn als Lt. James Curran in Navy Seals – Die härteste Elitetruppe der Welt
- 1992: Tim Curry als Hector, Hotelconcierge in Kevin – Allein in New York
- 1993: Michael Jeter als Pater Ignatius in Sister Act 2 – In göttlicher Mission
- 2005: Bill Bailey als Wal in Per Anhalter durch die Galaxis

### Serien
- 1981: als Verkehrspolizist in Die Märchenbraut
- 1993–1994: als Wusel (1. Stimme) in Als die Tiere den Wald verließen
- 1995: Harry Anderson als Harry „The Hat“ Gittes in Cheers

### Hörspiele
- 1987 Geheimagent Lennet erster Auftrag
- 1987 Geheimagent Lennet und der Auftrag "Nebel"
- 1987 Geheimagent Lennet und die Astronauten

## Werke
- Das Gesetz der Resonanz, Koha, 2008 ISBN 978-3-86728-701-2
- Glücksregeln für die Liebe. Koha, Burgrain 2004 (NA. 2010), ISBN 978-3-936862-50-8:
- Erfolgreich wünschen: 7 Regeln wie Träume wahr werden. Koha, Burgrain 2005, ISBN 978-3-936862-66-9.
- Papa, erklär mir die Welt … ich erkläre dir meine mit Julia Franckh, illustriert von Eugen Stross, Pattloch, München 2005, ISBN 978-3-629-01359-0.
- mit Michaela Merten: Der ganz alltägliche Beziehungswahnsinn. Ariston, München 2007, ISBN 978-3-7205-4000-1.
- Einfach glücklich sein! 7 Schlüssel zur Leichtigkeit des Seins. Goldmann, München 2008, ISBN 978-3-442-33793-4.
- 365 Tage erfolgreich wünschen. arsEdition, München 2009, ISBN 978-3-7607-4970-9.
- 365 Tage einfach glücklich sein! arsEdition, München 2010, ISBN 978-3-7607-4411-7.
- Wünsch Dich schlank: 11 Schlüssel zum idealen Wunschgewicht. Koha, Burgrain 2010, ISBN 978-3-86728-114-0.
- Heute ist ein guter Tag, weil … Mein Glücks-Tagebuch. Südwest, München 2010, ISBN 978-3-517-08686-6.
- Das Geheimnis der Wunschkraft. 49 Schlüssel zur Wunschverstärkung. Königsfurt-Urania, Krummwisch 2010, ISBN 978-3-86826-716-7.
- Heute ist ein guter Tag – Kalender 2013. Irisiana, München 2011, ISBN 978-3-424-15153-4.
- Einfach erfolgreich sein – Lebe deinen Traum. Arkana, München 2011, ISBN 978-3-442-33890-0.
- Die 77 erfolgreichsten Wunschregeln. Koha, Burgrain 2011, ISBN 978-3-86728-143-0.
- 21 Wege, die Liebe zu finden Knaur, München 2011, ISBN 978-3-426-87586-5.
- mit Michaela Merten: Nicht ohne meinen Rettungsring : Glücksmomente für den Alltag. Südwest, München 2012, ISBN 978-3-517-08783-2.
- 7 Glücksregeln für die Wunschfigur. Mit 30 Schlankrezepten. Gräfe und Unzer, München 2012, ISBN 978-3-8338-2402-9.
- Erfülle deine Herzenswünsche. Korsch, Gilching 2018, ISBN 978-3-7827-9480-0.
- Finde deinen Seelenpartner: wie du dich für die Liebe deines Lebens öffnest. Gräfe und Unzer, München 2021, ISBN 978-3-8338-7792-6.